# Leánykahavas
A Leánykahavas (románul: Fetifoiu, szászul: Hohe Rong) a Keresztényhavas hegységének egyik legdélibb tömbje. Legmagasabb pontja 1292 méter. Délen egészen a Keresztényhavast és a Bucsecs-hegységet elválasztó patakvölgyekig nyúlik, ahol jelenleg a DN73A főút halad. Magyar szempontból két dolog miatt ismeretes: a gerincen húzódott az „ezeréves határ” keresztényhavasi szakaszának egy része (néhány határjelzés máig látható), 1849-ben pedig itt vívták meg a szabadságharc egyik csatáját.

## Fekvése, leírása
A Keresztényhavasban, azon belül a hegység fő tömbjétől délre elhelyezkedő Predeáli-hegyekben található. Csúcsának magassága 1292 méter (megjegyzendő, hogy egyes leírások 1285 vagy 1288 métert adnak meg), ez egyben a Predeáli-hegyek legmagasabb pontja. Korai krétai palás-homokköves flisből épül fel, melyben megjelennek a Bucsecsre jellemző közép-krétai konglomerátumok.
A Leánykahavas kelet-nyugati irányban megnyúlt. Teljes egészében erdő borítja (bükk és lucfenyő); panorámák, kilátások nincsenek. Keletről, Predeál felől indulva a gerinc szelíden emelkedik, egészen az 1292 méter magas csúcsig. Itt egy mellékgerinc nyugat felé folytatódik, a főgerinc pedig délnyugat felé fordul, és a Sibothnak nevezett helynél (románul La Șipote, azaz A csorgóknál) éri el a völgyben húzódó, Predeált és Hidegpatakot összekötő főutat.

## Helytörténet

### Román–magyar határ
1920-ig a gerincen húzódott az Osztrák–Magyar Monarchia és a Román Királyság határa. A hegytömb szász elnevezése is erre utal: Hohe Rong (németül Hohe Rand), azaz magas perem, magas határ. A gerincen húzódó, kék kereszttel jelzett túraösvény részben az egykoron székely határőrök által járt út. Délnyugatra, a román oldalon a 19. században a román királyi koronabirtok helyezkedett el.
Az egykori határkövek nagy részét a román utászalakulatok az 1970-es években megsemmisítették, de néhány máig fennmaradt. A Leánykahavas gerince mentén legalább két ép határkő található – az egyik közvetlenül a turistaút mellett, a másik egy kis erdei tisztáson. Az ösvényhez közel az egykori 179. számú acél határoszlop maradványa is látható. Ennek keleti oldalán a Romániát jelző „R” betű áll (másik oldalán értelemszerűen „MO” volt olvasható).

### A sibothi csata
1849. június 18–19-én a Tuzson János vezette székelyek a sibothi határállomásnál (a jelenlegi kék keresztes túraösvény és a DN73A találkozásánál, a DN1 elágazásától mintegy négy kilométerre) próbálták meg fenntartani a beözönlő ellenséget. Orbán Balázs leírása szerint Tuzson két század gyalogossal, egy század lovassal, és két ágyúval védte a szorost a betörő oroszok ellen, megakadályozva, hogy az ellenség megkerülje a tömösi hadállást. Június 19-én, miután lőkészletük elfogyott, visszavonultak Barcarozsnyó, majd Háromszék irányába.

### Napjainkban
Míg a 19. században a Leánykahavas környéke „távoli, ember alig látogatta zug” volt, addig a 20. század végétől a hegytömböt villákkal, szállodákkal, panziókkal, szanatóriumokkal építették körbe. Az épületek egyes helyeken kevesebb, mint száz méterre vannak a gerinctől. Az északra eső, autóval is megközelíthető tisztások és menedékházak (Trei Brazi, Poiana Secuilor) kedvelt és zsúfolt piknikezőhelyek.

## Képek

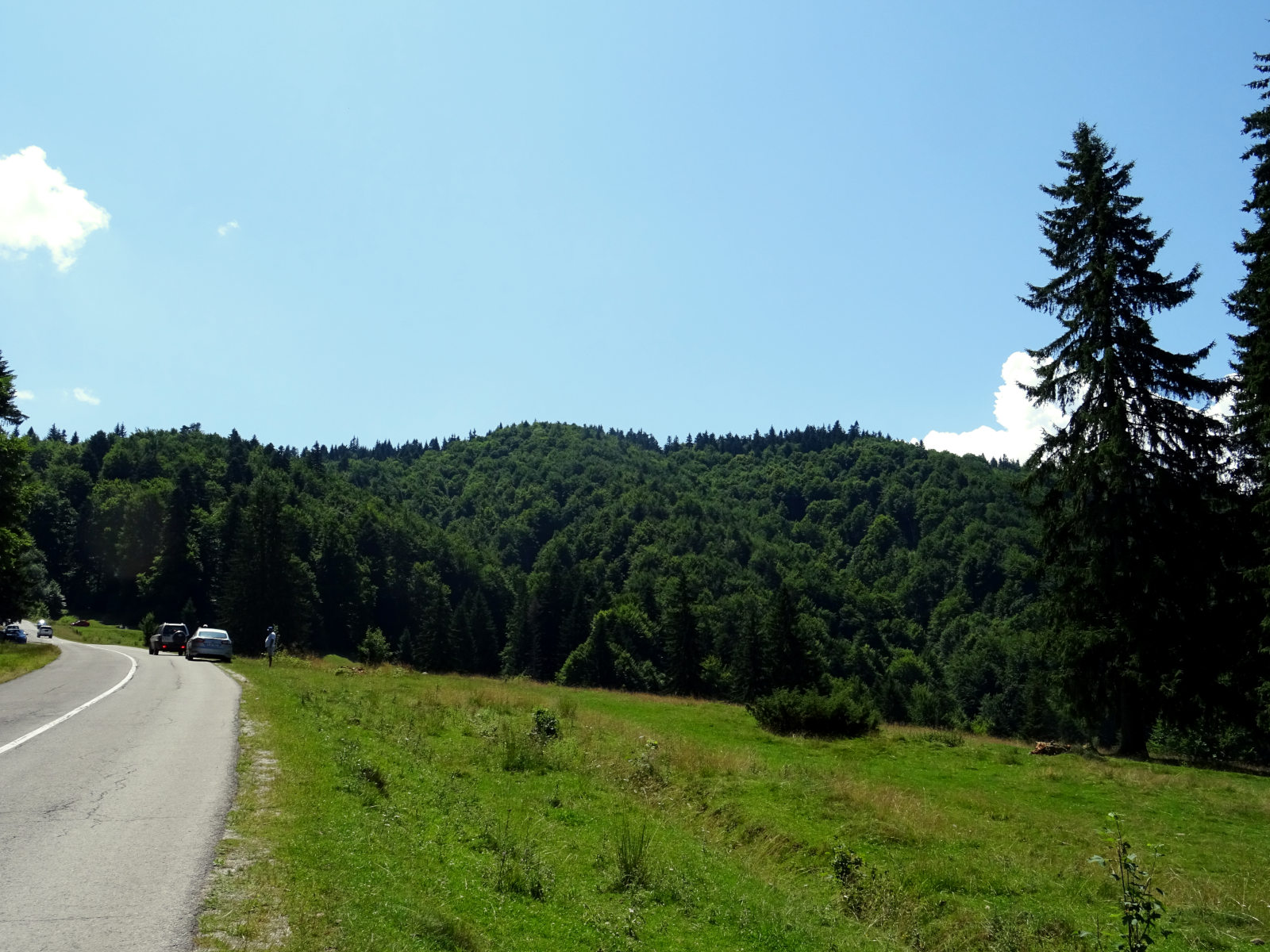
Az északi oldal részlete
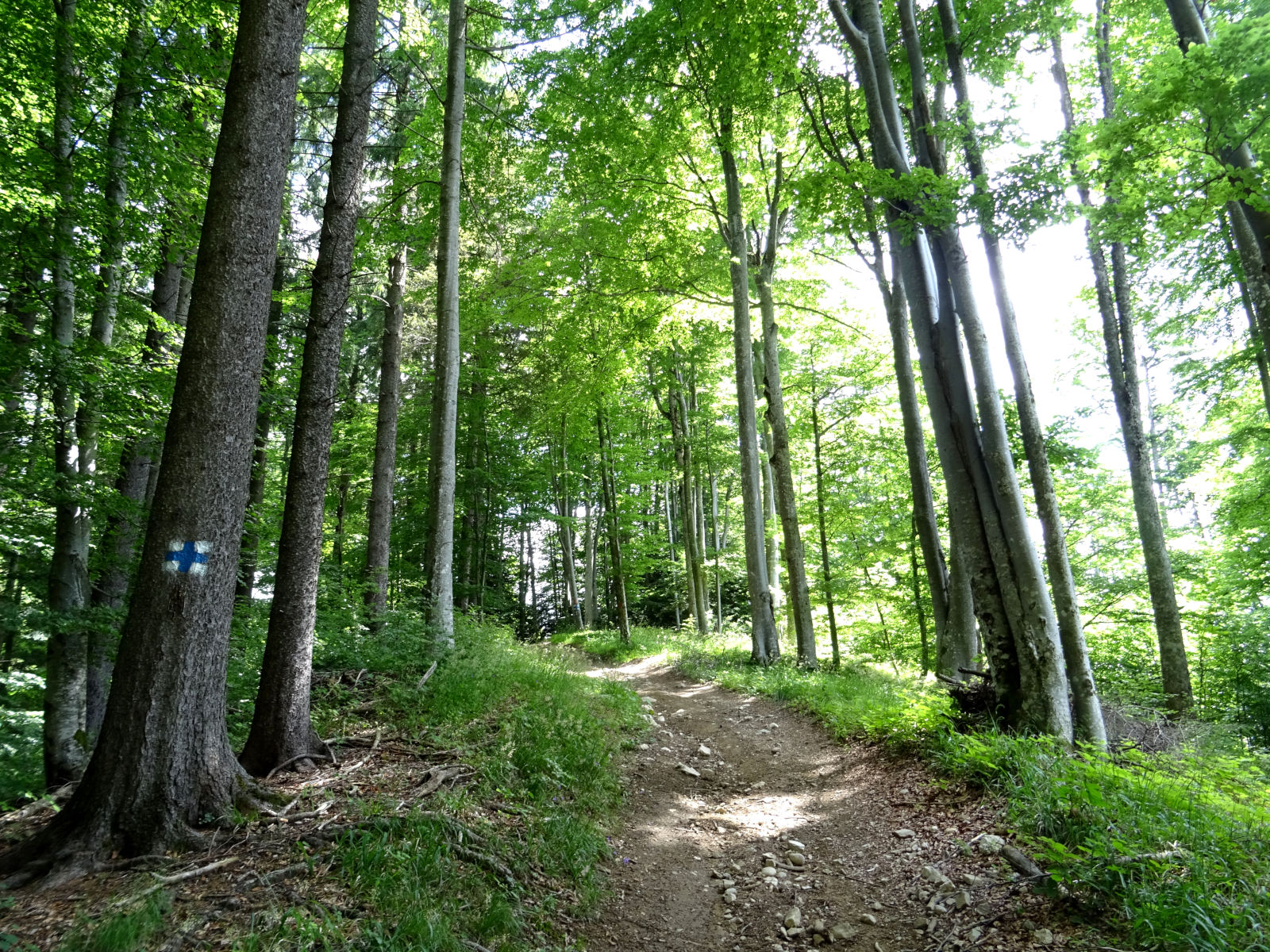
Túraösvény
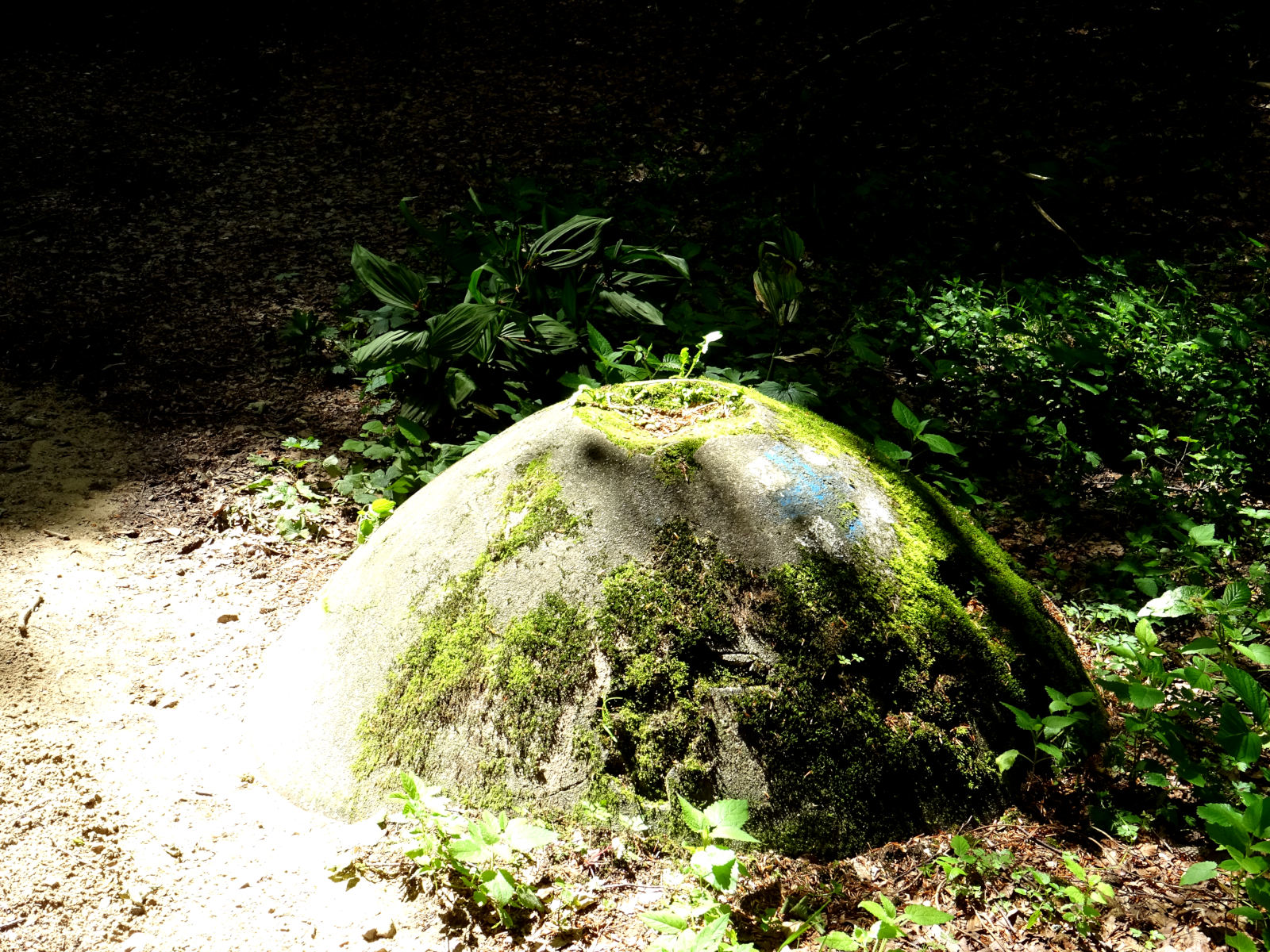
Határkő
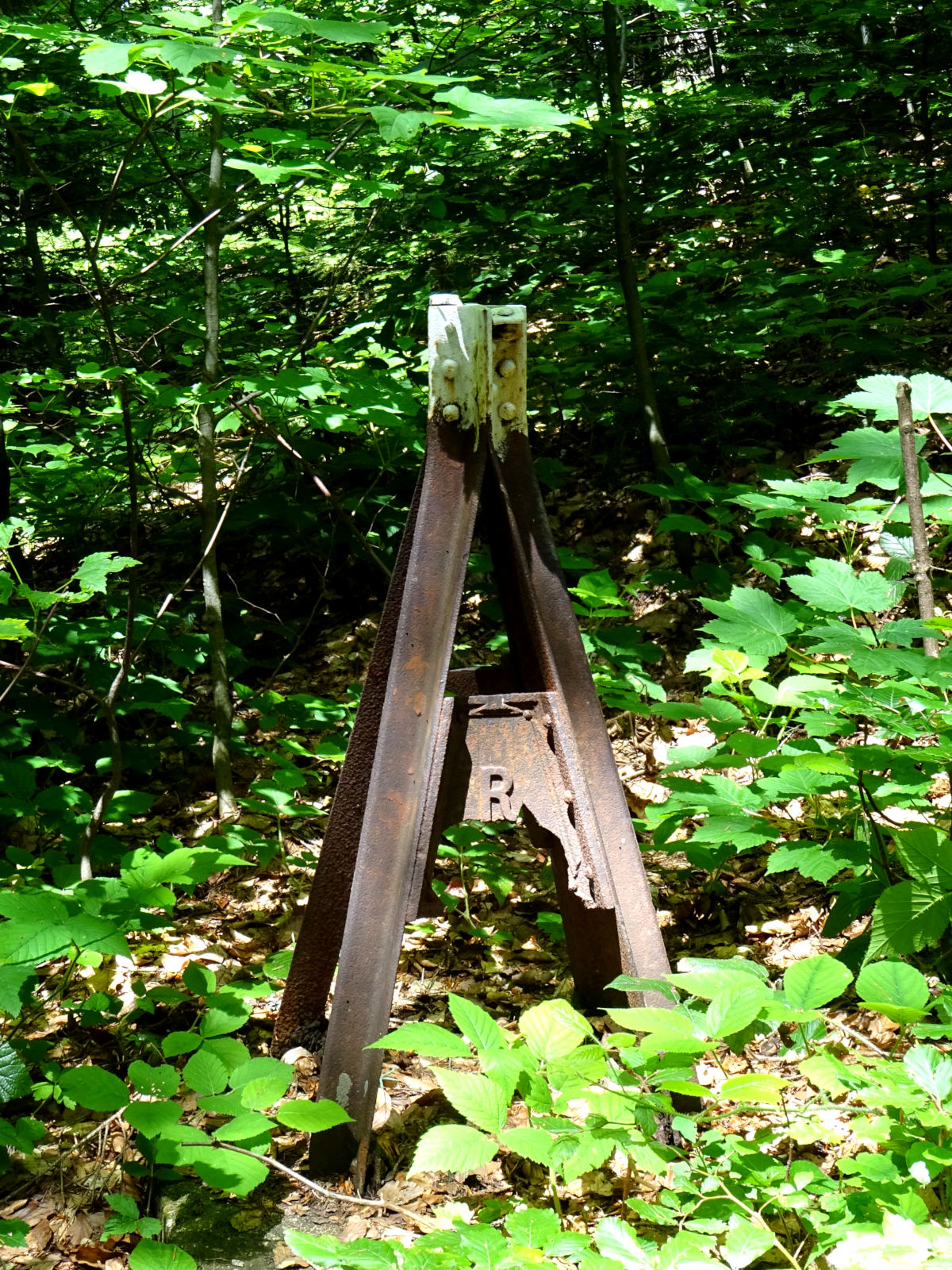
Határoszlop
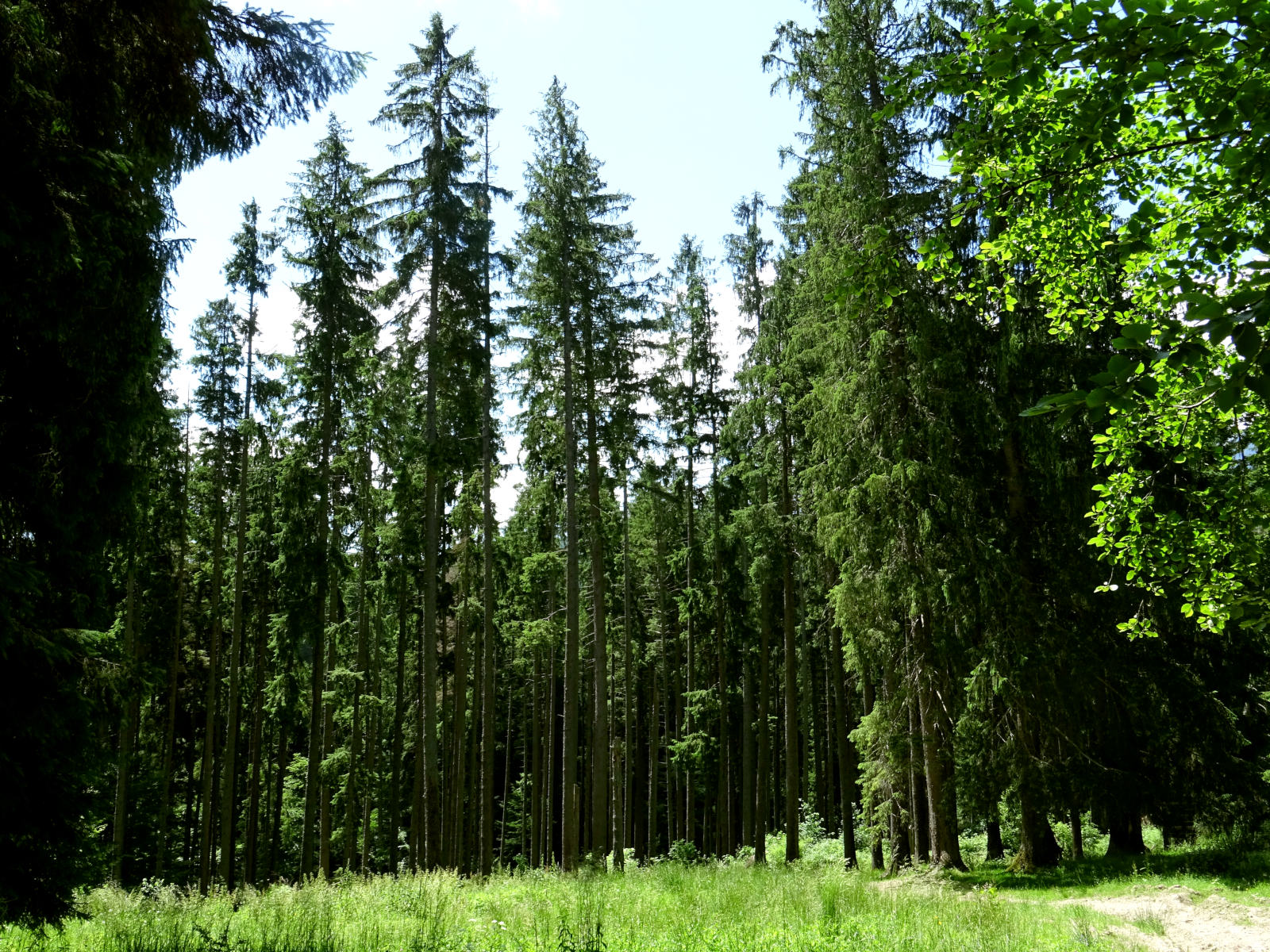
Siboth környéke